# Paramya subovata
Paramya subovata is een tweekleppigensoort uit de familie van de Myidae. De wetenschappelijke naam van de soort is voor het eerst geldig gepubliceerd in 1845 door Conrad.